# Ampulex alisana
Ampulex alisana là một loài côn trùng cánh màng trong họ Ampulicidae, thuộc chi Ampulex. Loài này được Tsuneki miêu tả khoa học đầu tiên năm 1967.